# 太平乡 (洪江市)
太平乡，是中华人民共和国湖南省怀化市洪江市下辖的一个乡镇级行政单位。

## 行政区划
太平乡下辖以下地区：
太平社区、太平村、黎溪村、道理坪村、松板村、补顺村、溶溪村、横江村、福田村、深溪村和磨回村。